# Segezja
Segezja (ryska: Сегежа) är en stad i Karelska republiken i Ryssland. Den hade 27 813 invånare år 2015.